# توم بير
توم بير (بالإنجليزية: Tom Beer)‏ هو لاعب كرة قدم أمريكية أمريكي، ولد في 21 ديسمبر 1944 في ديترويت في الولايات المتحدة.

## وصلات خارجية
- توم بير على موقع مرجع كرة القدم المحترفة.كوم (الإنجليزية)